# West-Saksisch voetbalkampioenschap 1914/15
In 1914/15 werd het derde voetbalkampioenschap van West-Saksen gespeeld, dat georganiseerd werd door de Midden-Duitse voetbalbond. De oorspronkelijk geplande competitie in drie groepen werd, door het uitbreken van de Eerste Wereldoorlog, niet gespeeld. Vanaf januari 1915 kwam er een oorlogskampioenschap, dat gewonnen werd door Glauchauer SV 07. Vele competities werden echter niet voltooid dit jaar waardoor er ook geen Midden-Duitse eindronde was. 
Een aantal wedstrijden werd niet gespeeld, die werden telkens als nederlaag voor beide teams geteld. 

## 1. Klasse
| Plaats | Club                        | Wed.           | W              | G              | V              | Saldo          | Ptn.           |
| ------ | --------------------------- | -------------- | -------------- | -------------- | -------------- | -------------- | -------------- |
| 1.     | Glauchauer SV 1907          | 14             | 11             | 1              | 2              | 57:20          | 23:05          |
| 2.     | Crimmitschauer BC           | 14             | 7              | 3              | 4              | 33:31          | 17:11          |
| 3.     | FC Olympia Zwickau          | 14             | 8              | 1              | 5              | 23:28          | 17:11          |
| 4.     | FC Wacker Meerane           | 14             | 7              | 1              | 6              | 40:43          | 15:13          |
| 5.     | FA der Turnerschaft Meerane | 14             | 6              | 1              | 7              | 35:34          | 13:15          |
| 6.     | FC 02 Schedewitz            | 14             | 6              | 1              | 7              | 23:37          | 13:15          |
| 7.     | FC Sachsen 1906 Meerane     | 14             | 4              | 2              | 8              | 27:42          | 10:18          |
| 8.     | Glauchauer Sportfreunde     | 14             | 0              | 0              | 14             | 11:14          | 00:28          |
| 9.     | Zwickauer SC                | Uitgesloten    | Uitgesloten    | Uitgesloten    | Uitgesloten    | Uitgesloten    | Uitgesloten    |
| 10.    | FC Sturm Zwickau            | Teruggetrokken | Teruggetrokken | Teruggetrokken | Teruggetrokken | Teruggetrokken | Teruggetrokken |

- In mei 1915 fuseerden Glauchaer SV 07 en Glauchauer Sportfreunde tot VfB Glauchau. De Glauchauer Sportfreunde hadden zich eind april al teruggetrokken, resterende wedstrijden werden als nederlaag geteld.
- FC Sturm Zwickau sloot zich in januari 1915 bij FC Olympia Zwickau aan.
- Zwickauer SC werd uitgesloten omdat ze twee keer niet kwamen opdagen. Reeds gespeelde wedstrijden werden geschrapt.

|  | Kampioen |